# Peter Noone
Peter Blair Denis Bernard Noone (Davyhulme, Lancashire, 5 de noviembre de 1947) es un músico, compositor y actor británico. Formó parte del exitoso grupo de música pop de los 60 Herman's Hermits.

## Biografía

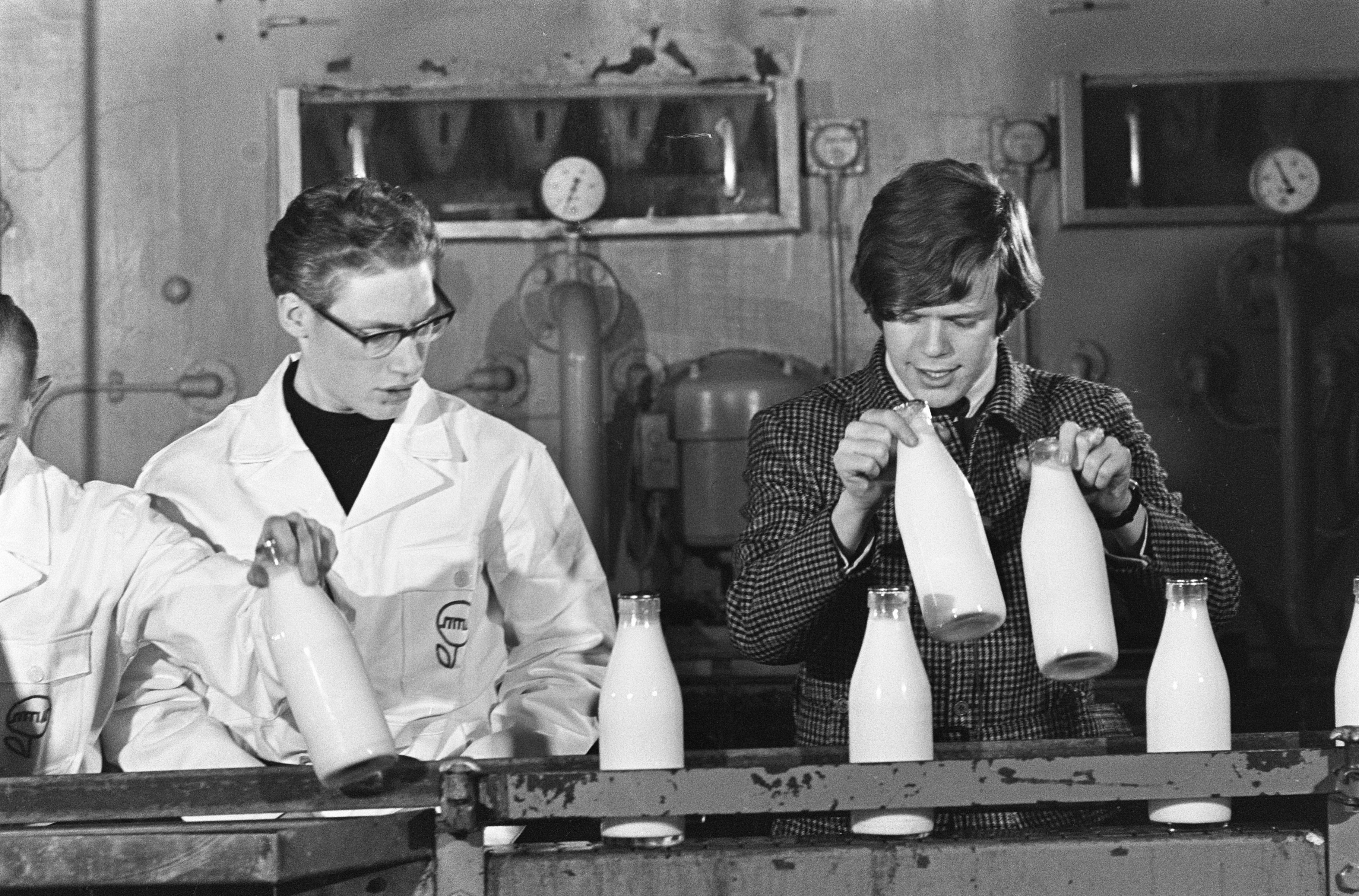
Herman (Peter Noone) en una factoría lechera holandesa en 1966

Noone nació en Davyhulme, Lancashire, siendo el segundo de los cinco hijos del matrimonio formado por Denis Patrick Noone y Joan Blair. Estudió en la Wellacre Primary School en Flixton, St. Bede's College, Mánchester y Stretford Grammar School, Stretford, cerca de Mánchester. Interpretó varios papeles en televisión, incluido el personaje de Stanley Fairclough en la serie Coronation Street. Noone estudió voz y arte dramático en la Manchester School of Music.

### Herman's Hermits
A comienzos de su carrera, Noone usaba el nombre artístico de Peter Novac. A los 15 años comenzó a cantar con la banda de música pop Herman's Hermits, que fue descubierta por Harvey Lisberg. Con "Herman" como nuevo nombre artístico, el fotogénico Noone apareció en la portada de numerosas publicaciones internacionales, incluyendo la de la revista Time Magazine.
La banda produjo un buen número de sencillos de éxito internacional, temas como "I'm into Something Good", "Mrs. Brown, You've Got a Lovely Daughter", "I'm Henry the Eighth, I Am", "Silhouettes", "Can't You Hear My Heartbeat", "Just a Little Bit Better", "Wonderful World", "There's a Kind of Hush", "A Must to Avoid", "Listen People", "The End of the World" y "Dandy". Herman’s Hermits vendió más de 60 millones de discos, 14 de sus sencillos y 7 de sus álbumes alcanzaron la categoría de disco de oro.
Como Herman, Noone actuó en centenares de programas de televisión, incluidas apariciones en los shows de Ed Sullivan, Jackie Gleason, Dean Martin y Danny Kaye. Protagonizó la versión musical de El Fantasma de Canterville para la ABC y el clásico Pinocho para Hallmark Hall of Fame. También participó en tres películas de la Metro-Goldwyn-Mayer: Mrs. Brown, You've Got A Lovely Daughter, Hold On! y When The Boys Meet The Girls.

### Carrera en solitario
Tras la separación de Herman's Hermits en 1971, Noone grabó cuatro sencillos con la discográfica británica Rak Records y uno para Philips, así como numerosos sencillos con el pequeño sello británico Bus Stop Records. Su primer sencillo para Rak Records, "Oh! You Pretty Things", compuesto por David Bowie, quien también participó en la grabación tocando el piano, alcanzó el puesto número 12 en las listas de éxitos británicas. En 1974 Noone obtuvo cierto éxito en los Estados Unidos con el sencillo "Meet Me on the Corner Down at Joe's Cafe" publicado por Casablanca Records. En 1989 repitió éxito con "I'm Into Something Good", tema escrito para la banda sonora de la película The Naked Gun: From the Files of Police Squad!. Durante los 80, Noone publicó el álbum One of the Glory Boys. También participó como actor en la producción The Pirates of Penzance en Broadway así como en la posterior gira por Estados Unidos.

### The Tremblers
Noone formó parte en los 80 de un grupo de new wave de escasa duración llamado The Tremblers con los que publicó un álbum, Twice Nightly. Junto a Noone, los miembros de la banda eran Greg Inhofer (teclados), Robert Williams (batería), George Conner (guitarra) y Mark Browne (bajo). Según los créditos del álbum varios músicos de Tom Petty and the Heartbreakers, y de la banda de Elton John, así como Daryl Dragon y Dave Clark, colaboraron con el grupo.

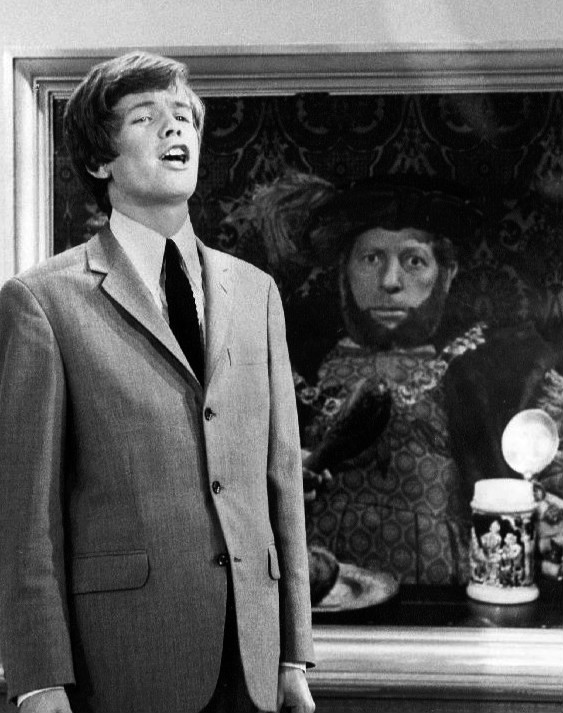
Noone cantando "Henry the VIII" en el programa The Danny Kaye Show.

### Reunión de Herman's Hermits
En 2017 Peter Noone formó una banda bajo el nombre de Herman's Hermits que encabezó el mismo y con la que interpretó su viejo repertorio.

## Vida personal
Noone está casado con Mireille Strasser, nacida en Estrasburgo, desde el 5 de noviembre de 1968, el mismo día en el que el cantante cumplía 21 años. La pareja tiene una hija Natalie, nacida en 1985. Peter Noone está nacionalizado estadounidense y reside en Santa Bárbara (California).